# Martian Memorandum
Martian Memorandum est un jeu vidéo d'aventure de type point and click développé et édité par Access Software, et sorti en 1991. 
Il constitue le deuxième volet de la saga Tex Murphy. L'aventure se passe en 2039, plusieurs années après les aventures de Mean Streets.

## Synopsis
Tex Murphy est engagé par l'homme d'affaires Marshall Alexander, fondateur de TerraForm Corporation, afin de localiser sa fille disparue, Alexis.

## Système de jeu
Martian Memorandum se veut beaucoup moins expérimental que son prédécesseur et est un véritable point and click. Il s'agit de nouveau d'interroger plusieurs personnages afin d'obtenir l'information voulue tout en fouillant divers lieux. Les objets peuvent être sélectionnés et ajoutés à l'inventaire afin d'être utilisés plus tard dans le jeu. Le système de dialogue permettant plusieurs réponses menant à des résultats différents fait également son apparition. Les vidéos avec de vrais acteurs sont également introduites dans cet opus.

## Accueil
| Martian Memorandum |      |       |
| Média              | Nat. | Notes |
| Adventure Gamers   | US   | 3,5/5 |
| Dragon Magazine    | US   | 3/5   |